# Souvenir〜Mariya Takeuchi Live
『Souvenir 〜 Mariya Takeuchi Live』（スーベニール～マリヤ・タケウチ・ライブ）は、竹内まりやの1枚目のライブ・アルバム。2000年11月22日にワーナーミュージック・ジャパンより発売された。

## 解説
- 2000年にエフエム東京とエフエム大阪の開局30周年を記念し、日本武道館（7月11日、7月12日）および大阪城ホール（7月31日）で開催されたライブの模様を収録した、初のライブ・アルバム[1]。竹内にとっては1982年以来18年ぶりのライブ公演となった[1]。2017年現在、竹内まりやの全作品で唯一のライブ音源を収録したアルバムである。
- オリコン初動で18万枚を記録するが、同日にサザンオールスターズのベスト・アルバム『バラッド3 〜the album of LOVE〜』が初動136万枚という記録を打ちたて、2位にはビートルズの『ザ・ビートルズ1』が3週目で23万枚を記録していたため、初登場3位となっており、『Quiet Life』『Impressions』と続けてきた連続初登場首位記録は、本作で一旦途絶えている。
- このライブの模様は映像として残っており、その一部がNHKの音楽番組『SONGS』（2008年4月2日放送）で放送された（普段テレビには出演しない夫・山下達郎の姿も映っていた）が、ビデオ・DVDなどの映像作品としては長年発売されていなかったものの、「Dear Angie〜あなたは負けない/それぞれの夜」の初回限定盤特典DVDに「元気を出して」のライブ映像が、オリジナルアルバム「TRAD」の初回限定盤特典DVDに「カムフラージュ」「SEPTEMBER」「不思議なピーチパイ」「駅」のライブが収録されたDVDが付属し、竹内まりやのライブ映像の初作品化が実現した。
- 初回限定盤は、｢スペシャル･ボックス｣+｢24Pブックレット｣仕様。
- 2025年4月2日に同月15日から開催される10年振りのライブツアー『Souvenir 2025』に向けてサブスクリプションにて配信が開始された。

## 収録曲
1. アンフィシアターの夜
1984年に発売されたアルバム『VARIETY』の6曲目に収録されている。
2. 家に帰ろう (マイ・スイート・ホーム)
1992年に発売されたアルバム『Quiet Life』収録曲でシングルカットされた。
3. Forever Friends
アルバム『Quiet Life』収録曲で、1992年のホンダ・トゥデイのCMソングに起用され、1994年発売のベスト・アルバム『Impressions』にも収録された。
4. マンハッタン・キス
1992年発売のシングルで、映画『マンハッタン・キス』主題歌として起用され、『Quiet Life』・『Impressions』・3枚目のベスト・アルバム『Expressions』など、多くのアルバムに収録されている。
5. 五線紙
1980年発売のアルバム『LOVE SONGS』5曲目に収録。
6. 元気を出して
1988年発売のシングル。後に1992年にTBCCMソングとしてオンエアされており、『Impressions』『Expressions』にも収録されている。
7. カムフラージュ
オリコンで初の初登場1位を獲得した、1998年発売のシングル。
8. プラスティック・ラブ
アルバム『VARIETY』の2曲目に収録。バックのアレンジはオリジナルより達郎がライブ・アルバム『JOY』でカバーしたものに近く、エンディングではオリジナルにはない達郎のコーラスが入っている。ベスト・アルバム『Expressions』で、オリジナルが初めてリマスター音源として収録された。
9. 駅
ライブが行われた当初公開されたライブ映像は、竹内本人が観客に手を振りながらステージから去る場面や、歌う姿が一瞬公開される程度であったが、2008年にNHK総合で放送された『SONGS 1周年記念スペシャル』で、初めてライブでの歌唱シーンがフルサイズで放送された。
10. リンダ
1981年に発売されたアルバム『PORTRAIT』の7曲目に収録。アン・ルイスのカバー曲で、後に『Impressions』『Expressions』に収録される。
11. 不思議なピーチパイ
1980年に発売された、初のオリコンベスト3入りを果たしたシングル。「駅」と同様に、この曲のライブ映像も『SONGS 1周年記念スペシャル』でフルサイズで放送された。
12. SEPTEMBER
1979年に発売された、初のオリコンベスト10入りを果たしたシングルで、ベスト・アルバム『Expressions』に収録され、2008年の山下達郎のライブのアンコールに出演した際にも披露されるなど、竹内の代表曲の一つとして認知されている。
13. J-Boy
1979年のアルバム『UNIVERSITY STREET』の6曲目に収録。
14. LET IT BE ME
竹内まりや・山下達郎のデュエットソングとして、ライブの最後に披露された楽曲。ベスト・アルバム『Expressions』のDisk.1のラストを飾る曲として、Studio Versionとして初CD化された。
15. Closing〜純愛ラプソディ(Instrumental)
ライブ終演を告げるBGMとして、シングル「純愛ラプソディ」をオルゴール調のインストゥルメンタルで収録。

## 演奏メンバー
- 竹内まりや：ボーカル、ギター、タンバリン
- 山下達郎（バンド･マスター）：ギター、コーラス、パーカッション、キーボード
- 青山純：ドラムス
- 伊藤広規：ベース
- 佐橋佳幸：ギター
- 難波弘之：キーボード
- 重実徹：キーボード
- 土岐英史：アルト＆ソプラノ・サックス
- 国分友里惠：コーラス
- 佐々木久美：コーラス
- 三谷泰弘：コーラス